# Pepita Caubet Delseny
Pepita Caubet Delseny (Vielha, 3 d'agost de 1930 – Vielha, 16 de setembre de 2007) va ser una escriptora i poetessa en llengua occitana. L'èxit li va arribar en plena maduresa amb Era darrèra fira de Vielha (La darrera fira de Viella) i ara se la coneix sobretot per Jacinta, casa e país, la seva darrera obra publicada. Era una dona compromesa amb l'occità i activista de Càritas. Amb influències del romanticisme, va adaptar l'estil de la novel·la psicològica a la temàtica de la vida tradicional aranesa. Als seus textos es recreen els sentiments que reporta l'amor al país i a la tradició contrastats amb les diferents visions de la vida que tenen els personatges. Al seu món, neu és sinònim del país que estima, del patrimoni familiar, de la perfecció, de la blancor, de l'amor; però també pot ser un abisme de desgràcies, dolor, solitud i desesperació.
| « | Qui sap s'ei aguest eth darrèr viatge | » |

Pepita Caubet

## Vida
Va néixer a Vielha, a la Vall d'Aran, l'any 1930. Va viure des de la infància entre muntanyes nevades i molt en contacte amb la vida ramadera, amb la llengua occitana i amb les tradicions araneses. Va néixer després d'una dictadura nacional espanyola, als sis anys va viure una guerra civil i després novament una dictadura. Sempre ha defensat la llibertat de publicar en occità, que li va restar coartada durant molts anys.
L'any 1976 va guanyar el primer premi al certamen literari de la Fondacion deth Musèu Etnologic dera Val d'Aran amb l'obra Era darrèra fira de Vielha. Dos anys més tard va rebre un nou reconeixement per Varicauba. Va ser escollida consellera de cultura del Conselh Generau d'Aran, la màxima institució aranesa. Va exercir aquest càrrec durant els anys 1994 i 1995. Va ser mereixedora amb la poesia Bric-Brac del premi Occitans ara vòsta pluma 1996, que s'atorga a la Gironda. Durant el 1998 va ser vicepresidenta de la revista Tèrra Aranesa, de la qual havia estat col·laboradora des dels seus inicis. També va ser presidenta de la Fondacion deth Musèu Etnologic dera Val d'Aran.
El 2002 va rebre el Premi Lengua viua per la seva aportació a la normalizació de la llengua pròpia d'Aran. El 2005 va publicar la seva novel·la Jacinta, casa e país a Pagès Editors. Va morir el 16 de setembre de 2007. Al desembre del mateix any, el Conselh Generau d'Aran la va coronar amb la distinció d'Aranesa Illustra.

## Varicauba
La poesia Varicauba és una de les seves obres més conegudes. Va ser premiada a la Vall d'Aran l'any 1978. Es tracta d'un poema de cent versos on l'autora traspua el seu amor pels paisatges aranesos i el dolor que sent en veure el mal que hi causa l'acció humana.
| « | Entà mielhor contemplar-te auria volut volar. Com ua parpalhòla anaua de flor en flor e me sentia princessa d'aqueth jardin sense clan | » |

En un ambient celesial, els àngels es fixen en la bellesa del paratge aranès de la Varicauba. El descriu com un trocet de cel a la terra, un lloc immens i envoltat de pau que amaga tresors i desprèn flaires d'avet i pi. Ella s'hi cent com una papallona i alhora com una princesa en un món de fantasia. Un dia ho troba tot destrossat per culpa de l'ambició humana. Certament, l'impacte del turisme a Aran és cada cop més salvatge. Es construeixen enormes complexos que inclouen edificis, aparcaments de vehicles i carreteres per a incentivar que la gent vingui a esquiar i a sojornar en hotels. Tot això es duu a terme a costa de perdre tresors de la natura. El bosc de Varicauba està gairebé tot talat, com molts dels boscos aranesos.
| « | Es urpes dera ambicion s'i an hèt a remercar an talhat sense mesura an arrasat lo mielhor | » |

## Jacinta, casa e país
Jacinta, casa i país és la història d'una vida plena d'emocions i sentiments. Explica la història de Jacinta des del seu naixement. La veiem créixer, enamorar-se, tenir disgustos, alegries, casar-se i tenir fills.
Presenta el tema de la vida tradicional aranesa i de la dona que està destinada a portar la casa i la família. Cada personatge té una visió diferent de la vida i uns objectius diferents. Jacinta i els lectors s'adonen de la complexitat de la vida i de les immenses possibilitats que ofereix. Però de vegades caldrà escollir. També es parla de l'amor al país, un lligam que per a Jacinta esdevé intrencable: uns dies fora de casa ja li fan enyorar les seves muntanyes.
La Vall d'Aran és un territori molt muntanyós i, fins fa mig segle, era impossible d'accedir-hi durant l'hivern. Aquest aïllament geogràfic li ha permès de conservar el seu caràcter propi durant segles. La novel·la descriu aquesta manera tradicional aranesa de viure i de pensar. Tot gira al voltant de la casa pairal, l'auviatge, on viu una família de diverses generacions que es dedica a la ramaderia i a l'explotació dels boscos. El primer home que neix es converteix en l'hereu de tot el patrimoni i té l'obligació de prendre esposa quan arriba a una edat: aquest és Joaquim, el pare de Jacinta. Quan la noia comença a fer-se gran, les neus porten nous aires i els personatges de la novel·la de seguida s'adonen que els temps estan canviant. Aran va fer un canvi radical a mitjan segle xx. Va protagonitzar un procés d'obertura que es va iniciar amb la construcció del Túnel de Viella. Les noves activitats turístiques van portar també un canvi de mentalitat, Jacinta s'adona que res ja no tornarà a ser com era. I, efectivament, s'acaba quedant sola a casa.
L'amor a la seva terra fan que, quan sigui fora, el temps se li faci una eternitat. Així, ja de petita, Jacinta escull quedar-se a casa, encara que per això ha de renunciar a moltes coses i acceptar-ne d'altres de molt crues.
El llibre comença amb una abraçada i acaba amb una abraçada.

## Obres
- 1976 Era darrèra fira de Vielha (La darrera fira de Viella)
- 1978 Varicauba
- 1996 Bric-Brac
- 2005 Jacinta, casa e país (Jacinta, casa i país)